# Vampirella número 65
El número 65 de "Vampirella", en su versión estadounidense, se publicó en diciembre de 1977, con el siguiente contenido:
- Portada de Enrich Torres
- Vampirella: The Mad King Of Drakulon, 10 p. de Bill DuBay/José Gonzalez
- En "Jugando al escondite" ("A Game of Hide and Seek"), 8 p. de Roger McKenzie/Leo Durañona, la joven Elisabeth descubre el misterio de la Casa Coron, a la que había sido invitada junto a otras cinco personas con vistas a recibir una herencia. Sin embargo, un avejentado Eric Coron, no solo les recibe, sino que les retiene en la casa, comunicándoles que donará sus bienes solo a aquel o aquellos que le maten, pero que él a su vez también intentará matarlos.
- Mystery Of The Strangled Stockbroker, 8 p. de Gerry Boudreau/José Ortiz
- "La favorita" ("The Pharaoh's Lady"), 8 p. de Nicola Cuti/Luis Bermejo narra una historia ambientada en el Antiguo Egipto, la de la joven Isisi, quien tras ser acogida por el faraón, orquesta la muerte de este rey y de su esposa, para poder ocupar su lugar en la cámara secreta de la vida de la pirámide, lo que le otorgaría la divinidad.
- This Brief Interruption, 8 p. de Bruce Jones/Leopold Sanchez
- Goodbye, Norma Jean, 9 p. de Bill DuBay/Rafael Auraleon